# ニトリモール枚方

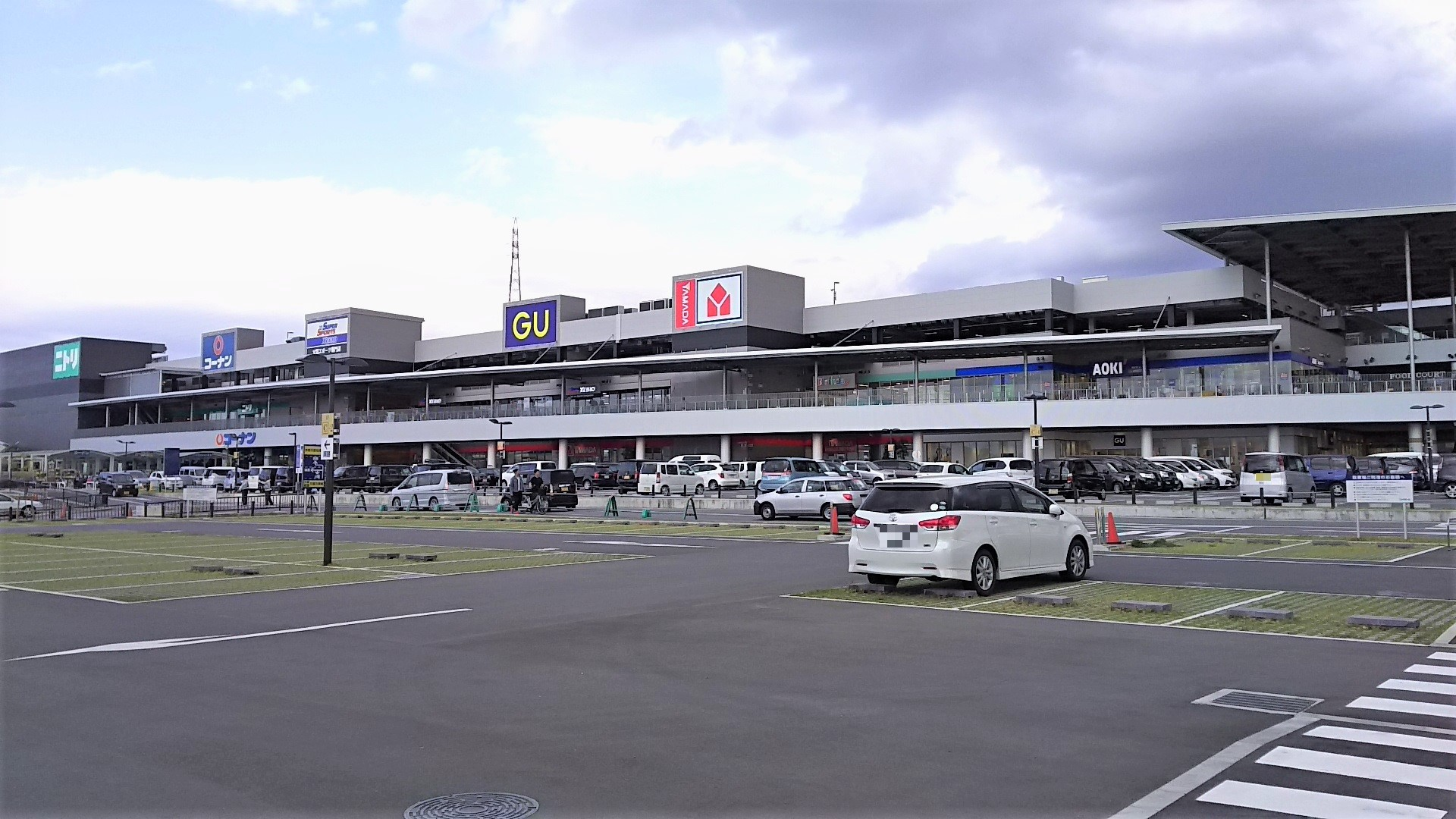
ノースコート

ニトリモール枚方（ニトリモールひらかた、NITORIMALL HIRAKATA）とは、大阪府枚方市に立地する大型ショッピングセンター（ショッピングモール）。ニトリが運営するモール型施設「ニトリモール」の4号店である。

## 概要
府内としては、2011年開業の「ニトリモール東大阪」以来2つ目のニトリモールである。商業施設面積は約4万㎡と、ニトリモールとしては国内最大級の規模である。規模縮小したカーチス枚方店跡地に建設。
ニトリ枚方店やホームセンターコーナン、ヤマダデンキ、スーパースポーツゼビオを中核として55店舗が入居している。